# Palo a pique

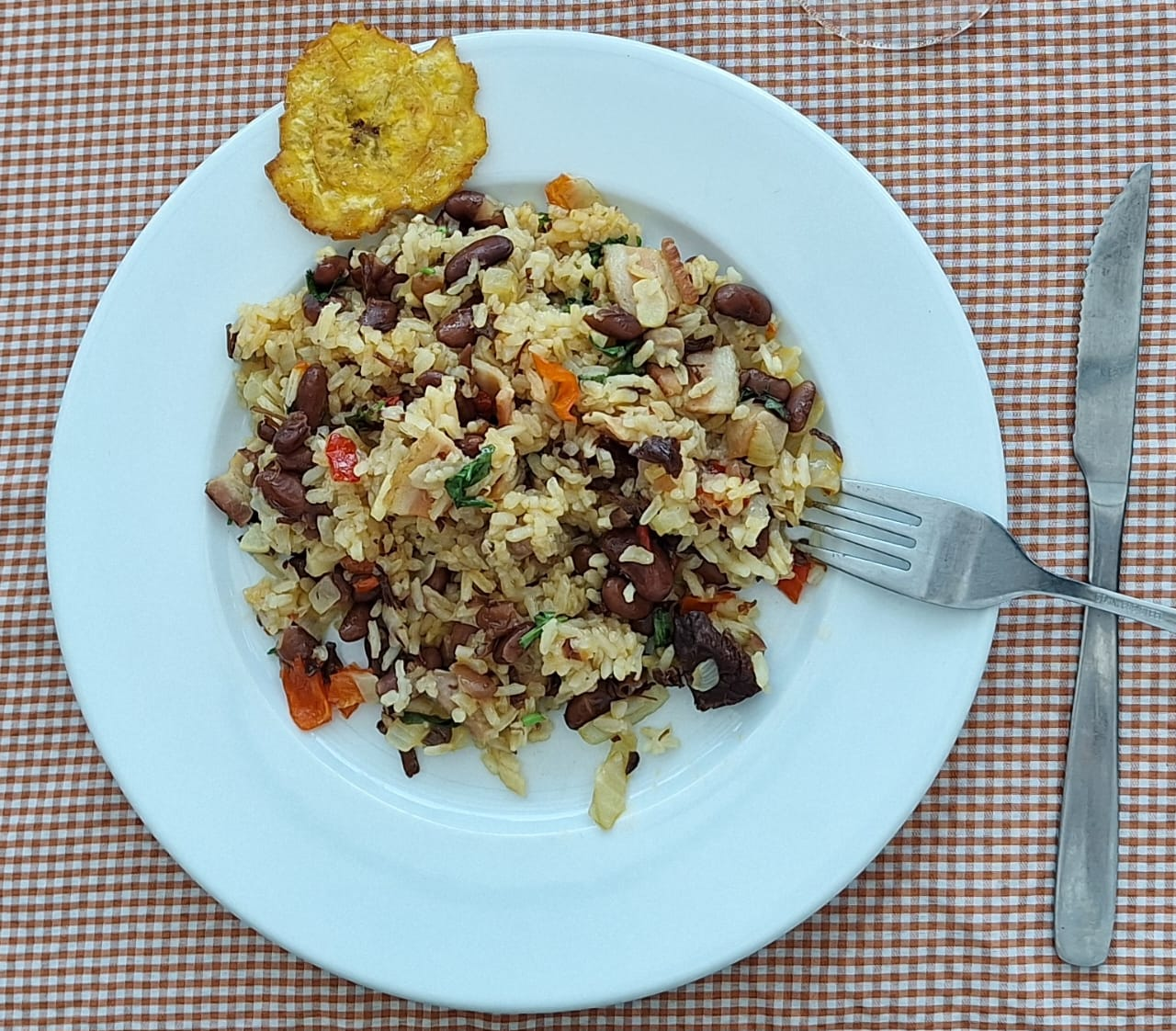
Palo a pique llanero

El palo a pique es un plato de la cocina venezolana cuya base es arroz con frijoles, muy típico de los llanos y de la región de Guayana venezolana. Además de arroz y frijoles, suele tener carne de res seca, carne de cerdo, tocino, plátano verde y otros vegetales, dependiendo de la región, incluso dependiendo de la receta que pueda tener cada familia. El tipo de frijol utilizado también puede variar, normalmente las variedades rojizas. En su preparación se elabora un sofrito a base de cebolla y ají dulce, principalmente, aunque también existen otras variantes.
En muchos casos es un plato relativamente fácil de preparar porque utiliza arroz y frijoles ya cocinados, por ejemplo del día anterior, y carne que haya sobrado de un asado o parrilla. En otros casos se trata de un plato elaborado ex-profeso con una receta específica.